# Staniša (Skender-beg) Crnojević
Staniša (Skender-beg) Crnojević (1457. – oko 1530.), jedan od trojice sinova crnogorskoga Gospodara Ivana Crnojevića, primio islam i kao osmanski sandžak-beg vladao Crnom Gorom.
Ivan Crnojević je 1485. morao poslati Stanišu u Carigrad kao gest da se odriče oružane borbe protivu Osmanskoga Carstva. Tamo Staniša konvertira i prihvaća islam. Njegov djed, Stefan I. Crnojević, bio je oženjen Vojislavom, rođenom sestrom albanskoga nacionalnoga heroja Skenderbega i uzeo je Staniša ime Skender-beg. 
Nakon uzastopnih oružanih pobuna Crnogoraca, osmanske su vlasti 1513. postavile Stanišu - Skender-bega za sandžak-bega Crne Gore u Skadru. Godine 1519. Crnogorci su se, opet bezuspješno, pobunili.
Za njegovoga vladanja je proces islamizacije Crnogoraca još više uzeo maha. No, Staniša - Skender-beg je vjerovao kako je on sam povijesno utemeljen u Crnoj Gori. Koristio je pečat dinastije Crnojevića a potpisivao se kao "sandžak crnogorski i primorski i čitave dioklitijske zemlje gospodar".
Umro je vjerojatno oko 1530. godine.

## Zanimljivost
Mahmut-paša Bušatlija iz Skadra, koji je koncem 18. stoljeća poduzimao opsežne vojne napade na Crnu Goru, tvrdio je kako je direktan potomak Staniše - Skender-bega i kako mu je Crna Gora i prijestolnica Cetinje "đedovina". U tim je napadima Mahmut-paša tijekom Bitke na Krusima 1796. doslovno izgubio glavu, odsječena mu je i kao jezivi simbol crnogorske vojne pobjede donijeta na Cetinje.